# Moteur pantah

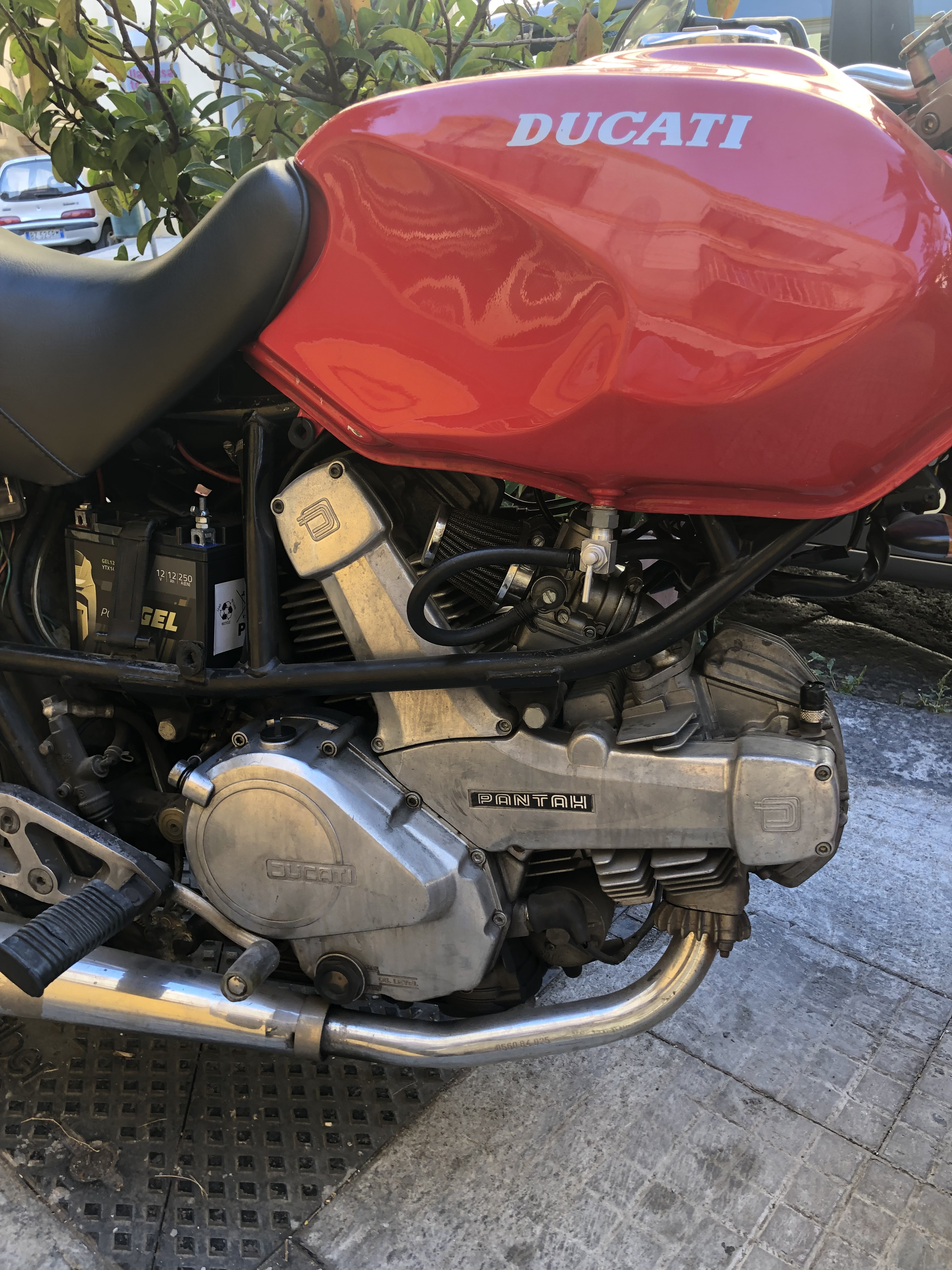
Moteur Pantah.

Le moteur Pantah est un type de moteur à explosion créé et utilisé par la firme italienne Ducati.
Le Pantah est apparu vers 1974. Conçu par l'ingénieur Fabio Taglioni, il remplace la distribution par arbres et couples coniques par deux courroies crantées. Le coût de fabrication et les bruits de fonctionnement sont réduits, mais le coût d'entretien augmente (dû au remplacement des courroies à intervalles réguliers).
Il reprend le principe de la commande desmodromique, avec des culasses à deux soupapes et un refroidissement par air.
C'est un bicylindre dont la cylindrée varie de 350 à 1 000 cm3. Il n'équipe plus les modèles Ducati produits depuis l'arrêt de la production de la 1000 MHR en 1985.
Ce moteur tient son nom du premier modèle qu'il équipe : la 500 Pantah.